# Bashneft
Bashneft este o companie petrolieră din Rusia.
Este controlată de către grupul Sistema, un conglomerat cu afaceri de la energie, bănci, asigurări, retail, mass-media până la telecom sau electronică, controlat de către oligarhul Vladimir Yevtushenko.
Bashneft deține o serie de zăcăminte în Bașchiria, o republică din partea de vest a Siberiei, în munții Ural.
Bashneft a înregistrat în anul 2013 venituri de 16,1 miliarde de dolari și un profit net de 1,3 miliarde de dolari.